# تشچیانکا (شهرستان سوکوئکا)
تشچیانکا (به لاتین: Trzcianka, Sokółka County) یک منطقهٔ مسکونی در لهستان است که در Gmina Janów, Podlaskie Voivodeship واقع شده‌است.